# Safe from Harm
Singles de Massive Attack
Unfinished Sympathy
(1991) Massive Attack EP
(1992)
Safe from Harm est le troisième single issu de Blue Lines, le premier album de Massive Attack. La basse, la guitare, et la batterie sont samplées de deux mesures mises en boucle du titre Stratus de Billy Cobham, sur son album Spectrum (1973, la ligne de basse étant jouée par Leland Sklar). Le chant est de Shara Nelson.
Safe from Harm (Perfecto Mix) est jouée à la fin du film The Insider réalisé par Michael Mann.

## Pistes
| No | Titre                              | Durée |
| -- | ---------------------------------- | ----- |
| 1. | Safe from Harm (radio edit)        | 4:28  |
| 2. | Safe from Harm (12" version)       | 6:57  |
| 3. | Safe from Harm (7" version)        | 4:28  |
| 4. | Safe from Harm (Perfecto Mix)      | 8:09  |
| 5. | Safe from Harm (Just a Dub)        | 3:14  |
| 6. | Safe from Harm (Just a Groove Dub) | 3:18  |